# Teškoto
Teškoto (makedonski: Тешкото, "teški"), smatra se jednim od najljepših i najtežih makedonskih ora (“oro” – kružni ples) i važan je dio makedonskog glazbenog folklora. Zemljopisno, i ples i nošnje u kojima se pleše, potječu iz stočarskih predjela sjeverozapadne Makedonije, Mijačkih sela (Lazaropolje, Galičnik) na planini Bistra. Izvodi se uz zurlu i tapan, prvi dio u polaganom (rubato), a drugi u brzom, ritmički odmjerenom tempu. Plesom ravna tančar, koji se posebnim “nemuštim jezikom” sporazumijeva sa sviračima oko promjena u tempu. Tijekom plesa, naizmjenično se zamjenjuju koraci i skokovi. Ples prikazuje odlazak pečalbara na rad u inozemstvo. Plesali su ga muškarci na kraju sela, gdje su se rastajali od svojih obitelji prije kretanja na put. Vremenom je ples postao himna pečalbarstvu, ali i gorčini prikupljenoj u makedonskim dušama kroz bezbroj stoljeća ropstva. Bio je inspiracija mnogim umjetnicima. Pjesniku Blaže Koneskom za pjesmu „Teškoto“ i skladatelju Skalovskom za zborsku kompoziciju „Makedonsko oro.“